# Aditus
Aditus is een compositie van Erkki-Sven Tüür. Aditus is latijn voor “toegang”. Tüür schreef het werk als ouverture, maar kan overal binnen een concertprogramma geprogrammeerd worden. Het werk is opgedragen aan Lepo Sumera, de leraar van Tüür die “slechts” vijftig jaar oud werd. De première van dit werk voor symfonieorkest werd verzorgd door Staatsphilharmonie Rheinland-Pfalz tijdens een concert op 1 december 2000 onder leiding van Ralf Otto. Dat orkest had ook de opdracht gegeven tot dit werk. Na dat concert werkte Tüür verder aan dit werk en het kreeg haar definitieve vorm in 2002. de componist lichtte toe dat het werk opgebouwd is uit chromatiek, waarbij de intervallen uitgerekt worden. De basis blijft echter de kleine/halve secunde .
De orkestratie is als voor een klassiek orkest:
- 2 dwarsfluiten, 2 hobo’s, 3 klarinetten, 2 fagotten
- 4 hoorns, 3 trompetten, 3 trombones, 1 tuba
- pauken, percussie
- violen, altviolen, celli, contrabassen